# Вицепрезидент
Вицепрезидент е длъжностно лице в държавното управление, който по ранг е под президента. Името произхожда от латинското vice, означаващо „на мястото на“ .
В организационното управление (вкл. в бизнеса) вицепрезидент се отнася до ранг в мениджмънта.